# A Winter Garden: Five Songs For The Season
A Winter Garden es un álbum EP de la cantante e instrumentalista canadiense Loreena McKennitt.
Grabado y publicado en 1995, éste contiene solo cinco temas navideños: tres villancicos tradicionales, un canto tradicional de Inglaterra llamado Seeds Of Love y una adaptación del poema "Snow" de Archibald Lampman, tema el cual produjo ocho años antes para su segundo disco llamado To Drive The Cold Winter Away.
Todos los temas del disco fueron producidos y arreglados para incluirlos posteriormente en el disco de McKennitt titulado A Midwinter Night's Dream de 2008.

## Lista de temas
- 1.- Coventry Carol - 2:21 (Tradicional/McKennitt)
- 2.- God Rest Ye Merry Gentlemen - 6:49 (Tradicional/McKennitt)
- 3.- Good King Wenceslas - 3:19 (Tradicional/McKennitt)
- 4.- Snow - 5:04 (Archibald Lampman/McKennitt)
- 5.- Seeds Of Love - 4:57 (Tradicional/McKennitt)